# Acteal
Acteal es una localidad del municipio de Chenalhó, ubicada en la región de Los Altos, en el estado mexicano de Chiapas, México. Se encuentra ubicada en las coordenadas 16°59′16″N 92°31′07″O / 16.98778, -92.51861 y a una altitud de 1,470 metros sobre el nivel del mar, su población según el Censo de Población y Vivienda de 2005 del Instituto Nacional de Estadística y Geografía es de 424 habitantes. Todos sus habitantes son de etnia tzotzil.
El 22 de diciembre de 1997 tuvo lugar en Esta comunidad el asesinato de 45 indígenas tzotziles simpatizantes del Ejército Zapatista de Liberación Nacional por paramilitares, evento conocido comúnmente como la Matanza de Acteal.